# Capella de Montserrat (Sant Joan de les Abadesses)
La Capella de la Mare de Déu de Montserrat és una obra de Sant Joan de les Abadesses (Ripollès) inclosa a l'Inventari del Patrimoni Arquitectònic de Catalunya.

## Descripció
Es tracta d'un edifici molt simple. L'interior té una decoració senzilla, però digna. La pintura original de l'altar va ser destruïda l'any 1936. La capella està dedicada a la Mare de Déu de Montserrat i, com a titular secundària, a Santa Anna. La reforma litúrgica de 1970 uní la celebració de Sant Joaquim a la de Santa Anna; per això ambdós sants estan representats amb sengles imatges.

## Història
La capella va ser construïda l'any 1615 quan, el 18 de gener, el vicari general de Vic va autoritzar al notari Joan Pau Isalguer perquè la beneís Mn. Rafael Gironella, rector de Sant Martí d'Ogassa. Es va refer totalment l'any 1815. Inicialment era una capella annexa a la casa pairal de la família Isalguer, edifici que avui és inexistent.